# Совічилле
Совічилле (італ. Sovicille) — муніципалітет в Італії, у регіоні Тоскана,  провінція Сієна.
Совічилле розташоване на відстані близько 190 км на північний захід від Рима, 60 км на південь від Флоренції, 10 км на південний захід від Сієни.

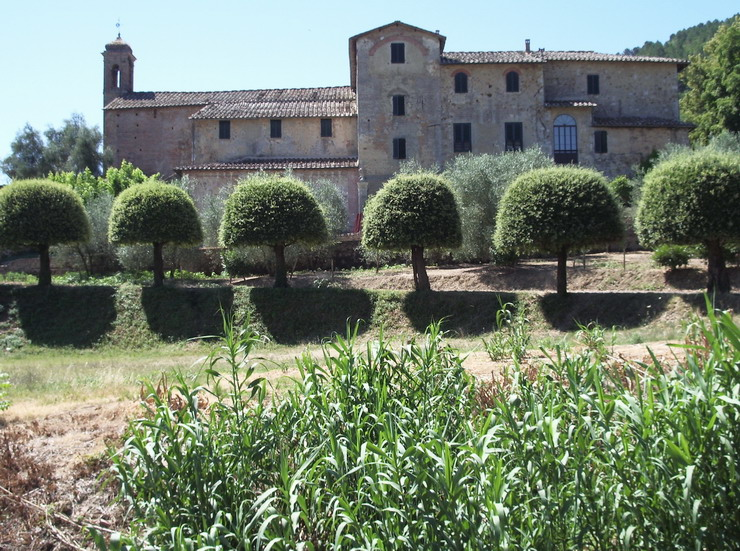

Населення — 10 150 осіб (2014).

## Демографія
Населення за роками:

Станом на 1 січня 2023 року в муніципалітеті офіційно проживали 1032 іноземці з 76 країн, серед них 272 громадяни країн Євросоюзу та 49 громадян України.

## Сусідні муніципалітети
- Казоле-д'Ельса
- Кьюздіно
- Монтериджоні
- Монтероні-д'Арбія
- Монтічано
- Мурло
- Сієна